# Camarote de lujo
Camarote de lujo es una película española de 1957 dirigida por Rafael Gil. El guion está basado en la novela "Luz de Luna" de Wenceslao Fernández Flórez que trata del clásico tránsito del mundo rural al urbano y una visión sobre la emigración a América.

## Sinopsis
Un joven abandona su pueblo y se va a la capital, La Coruña, para trabajar con un familiar en una empresa naviera de emigración. Pronto descubre que el jefe extorsiona a los emigrantes a los que vende pasajes e incluso trata de robarles los papeles a uno de ellos. Pero él, que es un hombre honrado y sensible, no puede consentir tal injusticia y devuelve los papeles al emigrante para que pueda embarcar de modo que acaba siendo despedido con lo que sin dinero y sin encontrar trabajo y sin contarle nada de lo sucedido ni a sus padres ni a su novia, toma la decisión de embarcar como polizón en un barco que va a América.
.

## Reparto
- Antonio Casal como Aurelio Romay.
- María Mahor como Guadalupe.
- Fernando Sancho como Ernesto.
- José Marco Davó como Don Fabián Mouriz.
- Mercedes Muñoz Sampedro como Doña Sofía.
- Rafael Bardem  como Don Jacinto.
- Carmen Esbrí como Vedette.
- Erasmo Pascual como Padre del fugitivo.
- Carmen Rodríguez como Madre de Aurelio.
- Juan Vázquez como Don Manuel.
- Nelly Morelli como Elvira.
- Guillermo Hidalgo como Oficial.
- Adela Carboné  como Tía de María.
- Celia Foster como María.
- Ángel Álvarez Fernández como Padrino.
- Isabel Pallarés como Madrina.
- Eumedre como Juan Cadaval.
- Manolo Morán como Don Armando.
- Julia Caba Alba como Mujer mareada.
- Pilar Gómez Ferrer como Señora en el tren.
- Manuel Requena como Don Vicente.